# Fernando Augusto Cunha
Fernando Augusto Cunha (Olímpia, 22 de agosto de 1956) é um político e engenheiro civil brasileiro, tendo sido eleito Deputado Estadual por São Paulo nos anos de 1995 a 1999.
Foi eleito Prefeito de Olímpia, cidade natal, nas eleições de 2016, com mais de 57 % dos votos válidos e um total de 16.017 votos, para cumprir o mandato de 2017-2020.
Foi inocentado pelo escândalo na Cesp, matéria que ficou famosa na década de 1990 pelas privatizações de São Paulo 

## Atuação Política
Foi Diretor de Distribuição da Companhia de Gás de São Paulo (Comgás).
Foi presidente da Companhia Energética de São Paulo de 12 de abril de 1991 até 4 de junho de 1992.
A CESP já foi presidida por outro olimpiense, advogado Henri Couri Aidar, falecido, sendo o primeiro presidente da Companhia entre 1966 e 1967 durante o governo de Laudo Natel.
Também exerceu o cargo de Secretário de Transportes Metropolitanos do Estado de São Paulo de 5 de junho de 1992 até 1 de abril de 1993, durante o mandato do Governador Luiz Antônio Fleury Filho.
Foi Secretário Adjunto da Secretaria dos Transportes Metropolitanos do Estado de São Paulo de 8 de abril de 1993 até 2 de janeiro de 1994, enquanto a pasta era comandada por Aloysio Nunes Ferreira Filho.

## Deputado estadual
Foi membro efetivo de várias comissões na Assembléia Legislativa do Estado de São Paulo:
- Comissão de Serviços e Obras Públicas (1995 - 1997)
- Comissão de Finanças e Orçamento      (1997 - 1999)
- Comissão de Agricultura e Pecuária    (1997 - 1999)

Foi presidente da Comissão de Finanças e Orçamento da ALESP.
Foi membro suplente da Comissão de Agricultura e Pecuária durante o biênio de 1995 a 1997.
Como deputado estadual, foi o autor do projeto de lei 764/1995 que se tornou Lei Estadual 9.428/1996, incluindo o Festival do Folclore de Olímpia no Calendário Turístico do Estado.
Também foi autor da Lei que instituiu a Campanha de Erradicação da 
Febre Aftosa, obrigando que os rebanhos sensíveis a febre aftosa sejam protegidos e que fosse desenvolvido um sistema eficaz de vigilância epidemiológica, estimulando a participação comunitária na defesa sanitária animal.
Através de um projeto de lei de sua autoria, foi instituído no estado de São Paulo, o Dia de Prevenção do Câncer de Próstata, conscientizando o homem sobre diagnósticos preventivos.